# Требуется хозяин
«Требуется хозяин» — американский короткометражный фильм 1936 года режиссёра и оператора Артура Орница. Фильм был номинирован на премию «Оскар» в категории «Лучший короткометражный фильм».

## Сюжет
Бездомный пёс по кличке Киви, живущий на свалке, в поисках еды отправляется в город, где случайно слышит ужасную новость: власти решили устроить облаву на бродячих собак, и начнётся она очень скоро, в три часа дня. Для собаки теперь вопрос жизни и смерти до истечения крайнего срока найти хозяина. Он отправляется на поиски, стараясь своими подвигами произвести впечатление на встречаемых людей…

## В ролях
Рассказчик (голос собаки) — Пит Смит

## Критика
Снятый по всему Лос-Анджелесу с помощью пружинной камеры Bell&Howell «Filmo», спрятанной в потрёпанном чемодане, — настоящий «синема верите».
Оригинальный текст (англ.)filmed throughout Los Angeles by Ornitz himself with a spring - wound Bell & Howell "Filmo” camera hidden in a battered suitcase – true "cinema verite"